# كاتي ريتشاردسون
كاتي ريتشاردسون (بالإنجليزية: Katie Richardson)‏ هي متسابقة ملكة الجمال أسترالية، ولدت في 1988 في Albion Park, New South Wales ‏ في أستراليا.